# Le Somport
Le Somport o Candanchú-Le somport es una estación transfronteriza de los Pirineos, a caballo entre el departamento de Pirineos Atlánticos en Francia y la provincia de Huesca en España, especializada en el esquí nórdico (de fondo), que se sitúa a unos 1600m de altitud. Está situada en la ladera del Somport en la parte francesa, a escasos metros de la parte española. Comparte circuito de fondo con la estación de Candanchú. Buena parte de sus pistas discurren por un bosque de hayas.